# لادیسلاف کاچانی
لادیسلاف کاچانی (چکی: Ladislav Kačáni؛ زادهٔ ۱ آوریل ۱۹۳۱) یک بازیکن فوتبال، و مربی فوتبال اهل چکسلواکی است.

## تیم ملی
وی سابقه ۲۰ بازی و ۳ گل برای تیم ملی فوتبال چکسلواکی را در کارنامه دارد.